# Лоюк Анатолій Миколайович
Анато́лій Микола́йович Лою́к (1997—2023) — український військовослужбовець, майор Національної гвардії України, учасник російсько-української війни, що відзначився і загинув у ході російського вторгнення в Україну. Герой України (2024, посмертно).

## З життєпису
Народився 1997 року в селі Росоша Вінницької області. 
2018 року закінчив командно-штабний факультет Національної академії Національної гвардії України. 
Після випуску продовжив службу у 1-й Президентській бригаді оперативного призначення імені гетьмана Петра Дорошенка НГУ, згодом переведений у Окремий загін спеціального призначення Північного Київського територіального управління НГУ (нині — 1-й окремий загін спеціального призначення Центру спеціального призначення «Омега» НГУ).
Командир 2-ї бойової групи 3-ї групи спеціального призначення військової частини 3001. Брав участь у боях зі звільнення Київщини, оборони Харківщини, Донеччини та Луганщини.
Зокрема, під час боїв за Ірпінь підібрався впритул до колони ворожої бронетехніки і точно передав артилеристам координати, за якими колону було знищено.
26 квітня 2022 року поблизу селища Новодмитрівки під час розвідки переднього краю навів вогонь артилерії на ворожу колону, внаслідок чого було знищено три танки та шість бронемашин. Потому пострілом із ПЗРК «Ігла» знищив ворожий вертоліт Мі-8.
У червні 2022-го брав участь у обороні Сєвєродонецька. 
Загинув 31 березня 2023 року у бою поблизу Авдіївки Донецької області.
Похований в селі Росоша Теплицької громади.
Залишилися батьки, сестра, наречена.

## Нагороди
- Звання Герой України з удостоєнням ордена «Золота Зірка» (28 червня 2024, посмертно) — за особисту мужність і героїзм, виявлені у захисті державного суверенітету та територіальної цілісності України, самовіддане служіння Українському народові[1].
- нагрудний знак Національної гвардії України «За доблесну службу».